# Завод азотних добрив у Гадепані
Завод азотних добрив у Гадепані – підприємство індійської хімічної промисловості, майданчик якого знаходиться на сході штату Раджастхан.
Станом на початок 2020-х років комплекс компанії Chambal Fertilisers and Chemicals Limited у Гадепані включає три черги:
- в 1994-му стала до ладу перша черга добовою продуктивністю 1770 тон аміаку та 3100 тон сечовини;
- у 1999-му ввели в дію другу лінію з показниками у 1710 тон аміаку та 3000 тон сечовини на добу, які в подальшому були зменшені до 1520 та 2620 тон відповідно;
- в 2019-му запустили третю лінію, що здатна щодобово продукувати 2200 тон аміаку та 4000 тон сечовини.
Загальна річна потужність комплексу визначається на рівні 3,4 млн тон сечовини.
Головну сировину – природний газ – завод отримує із трубопроводу Віджайпур – Кота.